# Rupnagar (district)

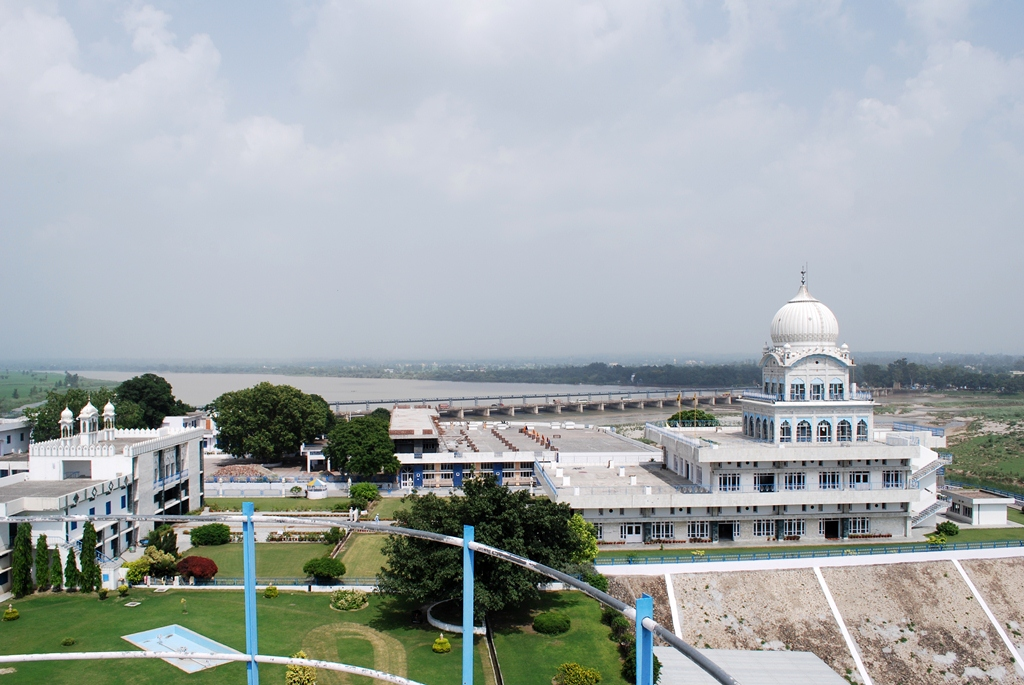
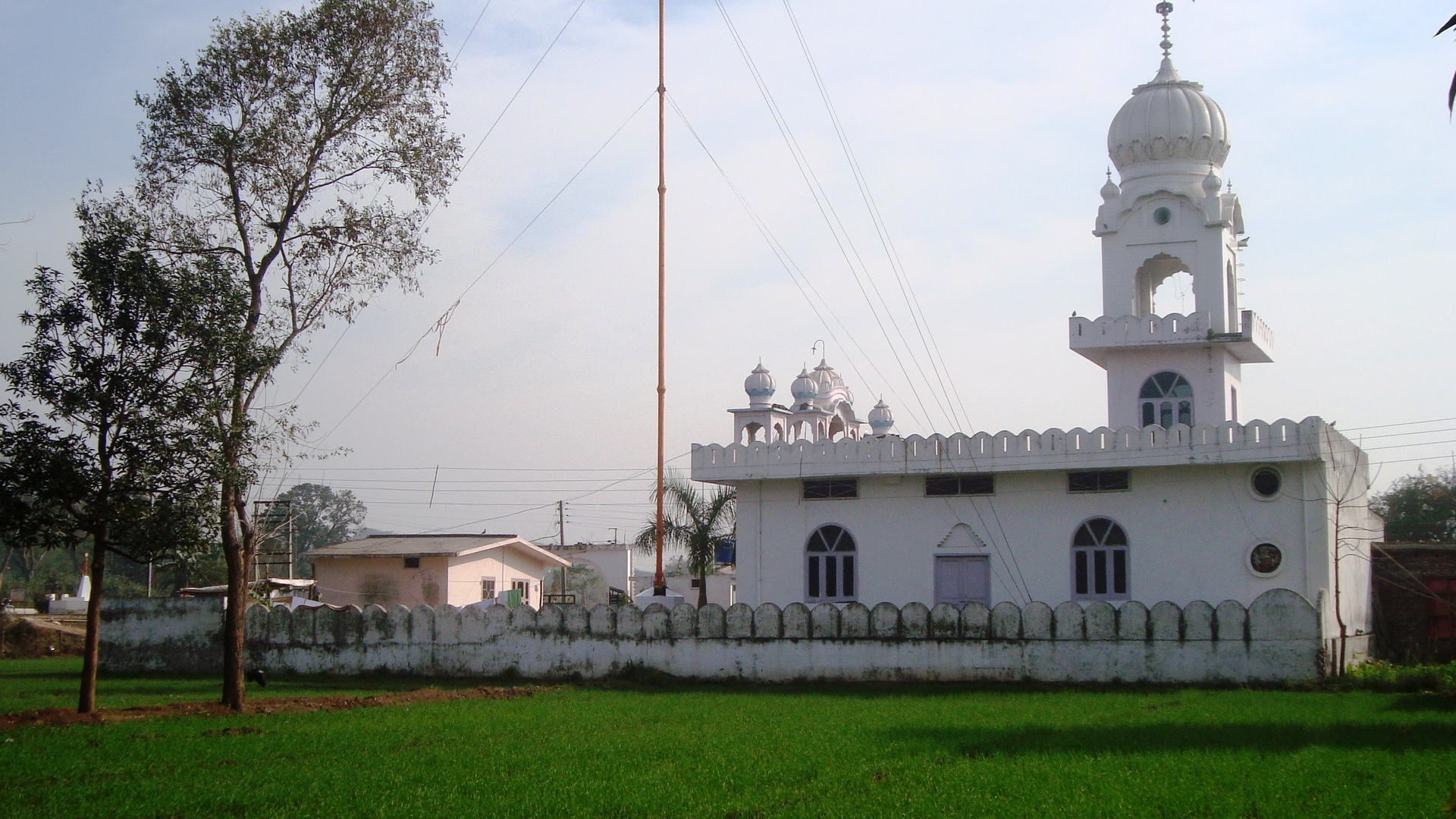

Rupnagar is een district van de Indiase staat Punjab. In 2001 telde het district 1.110.000 inwoners op een oppervlakte van 2117 km². Het zuidelijke gedeelte splitste zich in 2006 echter af en behoort sindsdien tot het district Mohali.
Amritsar · Barnala · Bathinda · Faridkot · Fatehgarh Sahib · Fazilka · Firozpur · Gurdaspur · Hoshiarpur · Jalandhar · Kapurthala · Ludhiana · Mansa · Moga · Muktsar · Pathankot · Patiala · Rupnagar · Sahibzada Ajit Singh Nagar (Mohali) · Sangrur · Shahid Bhagat Singh Nagar · Tarn Taran